# چینار ایسویان
چینار مامیکونی ایسویان (ارمنی: Չինար Մամիկոնի Իսոյան؛ انگلیسی: Chinar Isoyan زادهٔ ۲۹ دسامبر ۱۹۸۷) خواننده، نوازنده پیانو، مجری تلویزیونی، آهنگساز اهل ارمنستان است.

## زندگی‌نامه
وی در ۲۹ دسامبر ۱۹۸۷ در ایروان به دنیا آمد و از مدرسه موسیقی کودکان شماره 10 سرگئی پروکفیف و کنسرواتوار دولتی روستوف (2007) فارغ‌التحصیل گشت. 